# E52
La ruta europea E52 és una carretera que forma part de la Xarxa de carreteres europees. Comença a Estrasburg (França) i finalitza a Salzburg (Àustria). Té una longitud de 554 km. Té una orientació d'est a oest i passa per França, Alemanya i Àustria.